# せんだるか
せんだ るか（1981年10月15日 - ）は、日本の女性タレント、経営者、パチンコ必勝ガイドライター。東京都世田谷区出身。父はタレントのせんだみつお、兄は俳優のせんだ雄太。玉川学園小学部、玉川学園中学部、嘉悦女子高等学校、帝京大学文学部国際文化学科卒業。
株式会社オフィスナイン、株式会社NSvision代表取締役。

## 略歴
大学に通いながら時給が良いからとパチンコ店でのカウンターホール業務のアルバイトをする。パチンコライターとなった理由に、ここでの勤務経験でパチンコに詳しくなったことがある。2000年、フリーの活動から会社設立を目指し、屋号をナハ(78)の上の9からオフィスナインとする。2004年から2013年にかけて日本通運で勤務し、2014年、株式会社オフィスナインを設立、父・せんだみつおの所属事務所、生島企画室と業務提携している。2016年にオスカープロモーションと、2019年に生島企画室と業務提携。2020年、株式会社NSvisionを設立。2022年、元プロ野球選手の山本浩二の三男で、プロゴルファーの山本崇文との結婚を発表した。

## 芸名
スカパー!のパチンコ★パチスロTV!のレギュラー出演が決まった当時は、両親に隠していたことと日本通運に勤めていたために、期間限定の芸名の気持ちで本名の『はるか』から『は』を抜いて父・せんだみつおの苗字のせんだを内緒で使い『せんだるか』としたと話している。

## 人物
- 幼少期からとんねるずとチェッカーズの大ファンである。帝京大学入学もとんねるずの影響。

## 出演
- 警視庁捜査一課9係（2017年）
- 栄光のスターをたずねて三千哩/伊豆大島の旅（2017年/日本テレビ)
- 激!今夜もドル箱（2015年/2018年/テレビ東京)
- 踊る!さんま御殿!!（2018年/日本テレビ）
- PPSLタッグリーグ　河原みのりとチーム手羽先としてコンビを組みシーズン2・3と連覇中。
- パチンコ女学園 メイン講師MC（テレビ埼玉　2013年9月 - ）
- ニワニワ庭グルメ 埼玉県内のグルメ情報番組
- アウト×デラックス (フジテレビ)
- Kiss My Fake (TBS)

### ラジオ
- せんだるかのるかるか☆マガジン（インターネットラジオ『ハラショー』）
- 笑福亭鶴瓶日曜日のそれ（ニッポン放送) ゲスト出演
- 高田文夫のラジオビバリー昼ズ（ニッポン放送）

### CM
- スーパークリッシュ
- 24/7 workout

### 新聞
- 東京スポーツ特大号掲載（sammy機種解説/2019年）

### コラム掲載
- スポーツ報知大阪コラム『せんだるかの銀玉NOW』